# Кунстхалле Дюссельдорфа
Кунстхалле Дюссельдорфа (нем. Kunsthalle Düsseldorf) — художественный музей в городе Дюссельдорф (земля Северный Рейн-Вестфалия), открытый в нынешнем здании в стиле брутализм в 1967 году; ведёт свою историю от момента формирования художественного объединения «Kunstverein für die Rheinlande und Westfalen» в 1829 году, в котором сегодня насчитывается около 3500 членов. Кунстхалле, являющийся площадкой для выставок современного искусства, имеет филиал — под названием «Kunst im Tunnel» — расположенный на берегу Рейна.

## История и описание

### Дюссельдорфская картинная галерея
История Кунстхалле в Дюссельдорфе связана с местной художественной галерей (Gemäldegalerie), которая была основана при курфюрсте Пфальца Иоганне Вильгельме и хранила одну из ключевых коллекций произведений искусства своего времени. В 1795 году картины были вывезены в Мангейм — из-за приближения к городу армии революционной Франции; после заключения мирного соглашения был организован возврат картин. В связи с изменением границ между Баварией, Францией и Пруссией, произошедшем после войны, в 1805 году ценная коллекция была снова вывезена — сначала в Кирххаймболанден, а оттуда в Мюнхен. По условиям договора 1870 года между Пруссией и Баварией город Дюссельдорф вынужден был отказаться от возвращения картинной галереи, стоимость которой тогда оценивалась в 2,1 миллиона талеров — сегодня она составляет значительную часть мюнхенской Старой пинакотеки.

### Первое здание
В 1872 году власти города Дюссельдорф подал петицию императору Вильгельму I, надеясь получить компенсацию за утраченные художественные фонды: император удовлетворил ходатайство и выделил 150 000 талеров на строительство Кунстхалле, который был возведён между 1878 и 1881 годами — был официально открыт 3 июля 1881 года. Данное выставочное здание существенно пострадало во время Второй мировой войны и было окончательно снесено в 1967 году. В том же году было построено новое здание на площади Граббеплац — примерно в 150 метрах к юго-западу от места расположения предшественника; строительство велось по проекту архитектурного бюро «Beckmann und Brockes», победившего в конкурсе.

### Современное здание
Зал, построенный в 1967 году, представляет собой простой монолитный корпус, который Конрад Бекман и Кристоф Брокс облицевали бетонными плитами — которые были разработаны в 1950-х годах для массового использования в сборном строительстве. Кубовидный корпус стоит на основании из черного базальта. Изначально к зданию со стороны площади вела галерея, но из-за последовавшей реконструкции Кунстхалле сегодня имеет на северной стороне несколько открытых террас и лестниц. В момент постройки здание подверглось резкой критике за «брутализм бетонных фасадов»: вскоре после его строительства сразу пять профессоров Дюссельдорфской художественной академии — в том числе и ее будущий директор Норберт Крике (1922—1984) — призвали к немедленному сносу строения, известного в городе как «Кунстбункер» («бункер для искусства»). Четыре скульптуры, изготовленные Вильгельмом Альберманом (1835—1913) и располагавшиеся по бокам главного портала старого здания, получили сегодня новое место между Кунстхалле и Церковь Апостола Андрея.
Над входом в Кунстхалле висит абстрактный бронзовый рельеф, созданный Карлом Хартунгом (Karl Hartung, 1908—1967) около 1967 года; на открытой лестнице у входа в стоит «Habakuk» — фигура птицы высотой почти в 4 м, созданная Максом Эрнстом в 1970 году, по образцу собственной работы высотою в 52 см от 1934 года. От внешней стены зала, расположенной со стороны площади Кей-унд-Лоре-Лоренц-Плац, отходит черная водопроводная труба, созданная Йозефом Бойсом: данный объект, получивший название «Das Schwarze Loch», был установлен в 1981 году — для выставки «SCHWARZ». С конца 1990-х по 2002 год здание было обновлено и отремонтировано по проекту архитектурного бюро «rheinflügel»; целью переделки являлось «открытие» оригинальной конструкции здания из бетонных элементов.

### Деятельность
Кунстхалле не владеет собственной коллекцией, но организуются временные выставки. Кроме того, лекции, семинары и спектакли позволяют донести до горожан современное искусство. Собственные помещения в здании имеет художественный союз «Kunstverein für die Rheinlande und Westfalen»; в задней части здания собственный вход имеет кабаре «Kom(m)ödchen». С 2004 года часть помещений зала находится в распоряжении музыкального клуба «Salon des Amateurs». С 2010 года галерею возглавляет искусствовед Грегор Янсен (Gregor Jansen, род. 1965).
Кунстхалле является некоммерческой организацией с ограниченной ответственностью, которой совместно владеют город Дюссельдорф (64,9 %), союз «Kunstverein für die Rheinlande und Westfalen» (25,1 %) и банк «Stadtsparkasse Düsseldorf» (10 %). Наблюдательный совет компании по состоянию на 2019 год возглавляла Корнелия Морс (партия SPD). Деятельность в основном финансируется за счет грантов от основных акционеров; зал также получает дополнительный доход от сдачи в аренду помещений. Местная коммунальная компания «Stadtwerke Düsseldorf AG» регулярно оказывает финансовую поддержку музею.